# Martin Brandlmayr

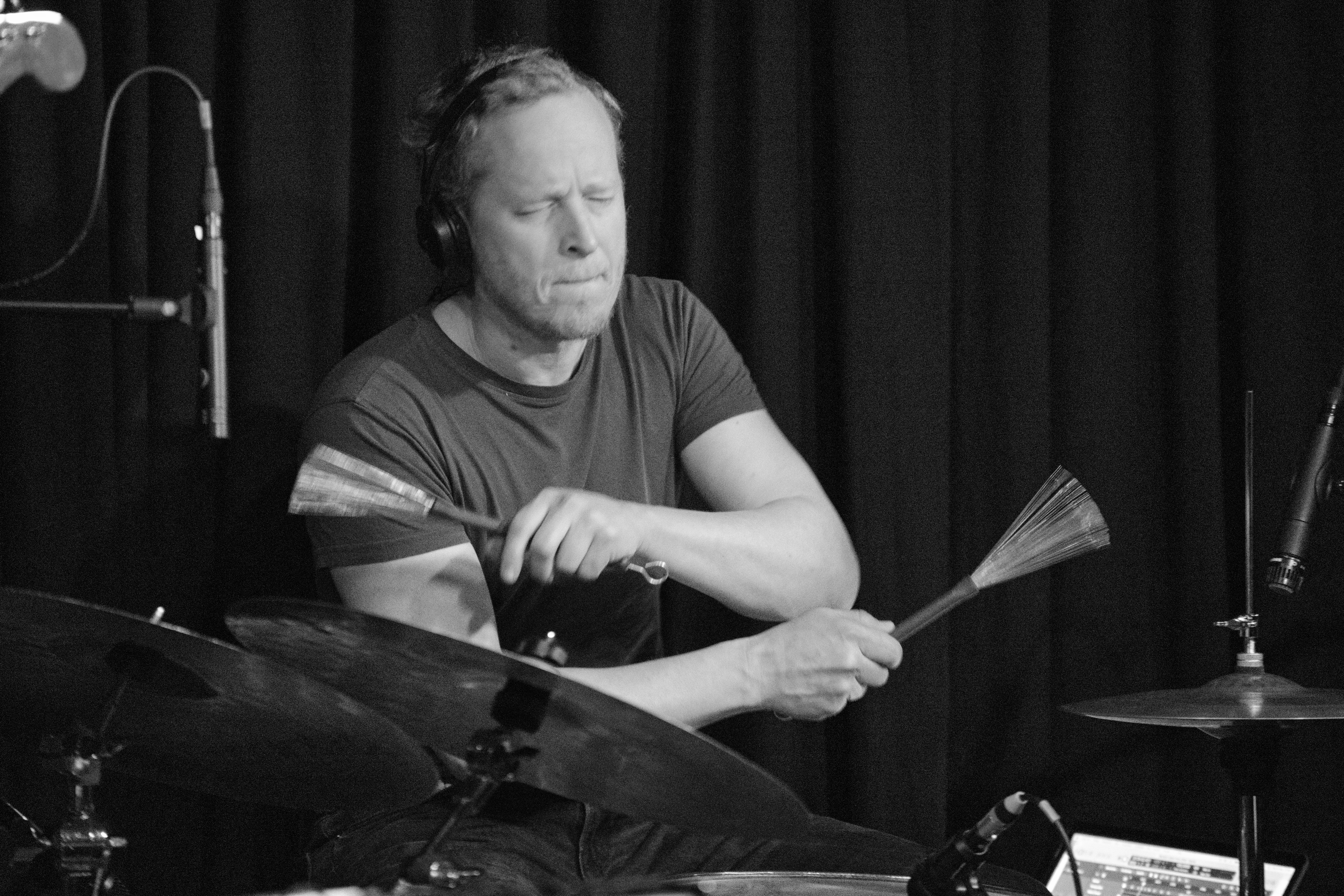
Martin Brandlmayr mit Radian im Club W71, 2025

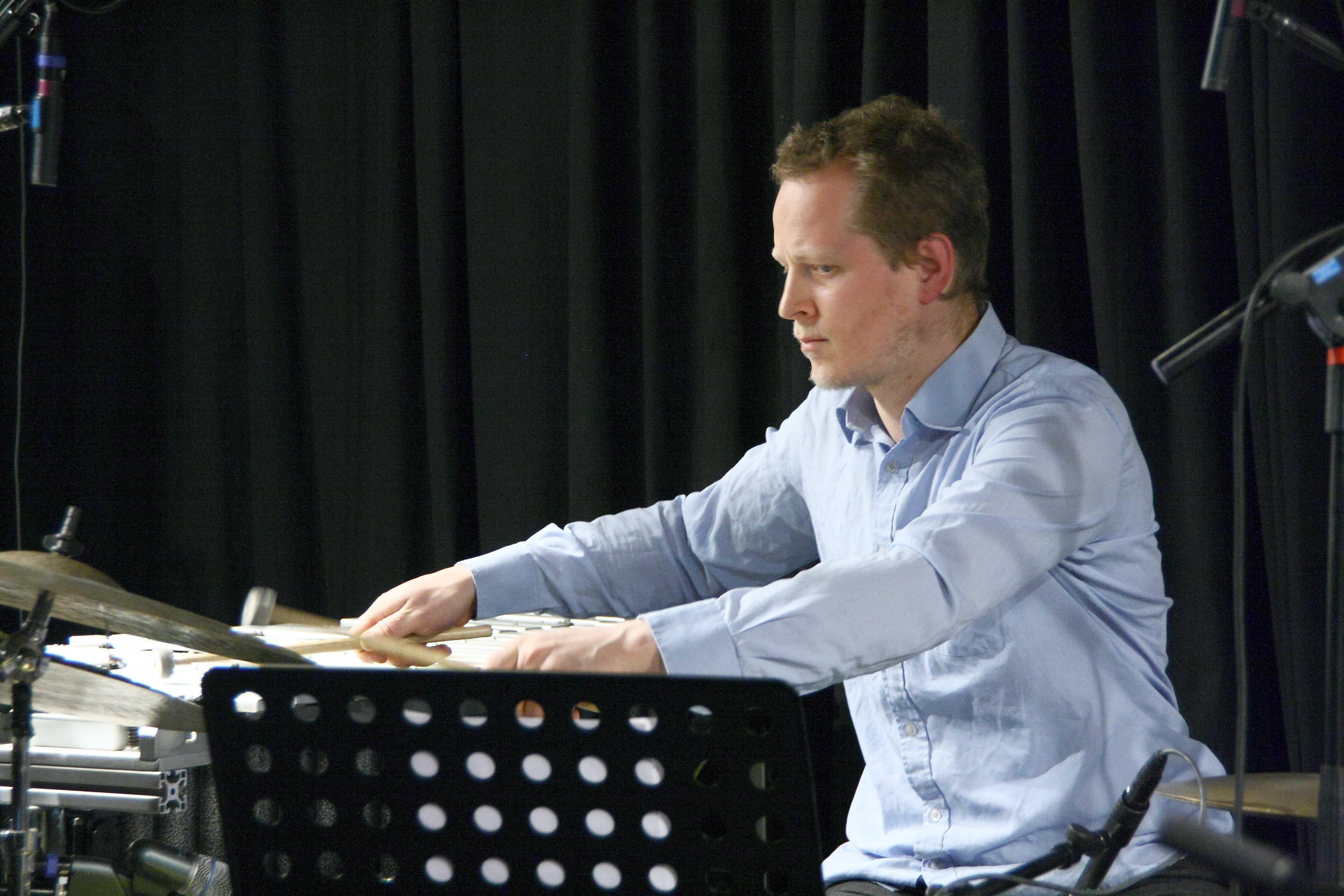
Martin Brandlmayr bei einem NOW Jazz-Konzert mit Polwechsel, 2010

Martin Brandlmayr (* 1971 in Wien) ist ein österreichischer Musiker.

## Leben
Martin Brandlmayr ist studierter Schlagzeuger, spielt aber auch Computer und elektronische Instrumente. Im Jahr 2002 war er gemeinsam mit Christof Kurzmann „artist in residence“ im Berliner Podewil. 2005 trat er bei den Donaueschinger Musiktagen auf.
Seit 1993 ist er Mitglied der Gruppe Polwechsel. Bekannt wurde er durch das 1997 gegründete Post-Rock-Trio Radian mit John Normann und Stefan Nemeth. Er arbeitete aber auch mit Musikern wie Otomo Yoshihide, Fennesz, Mapstation, Pure, John Tilbury,  Tony Buck und Paul Lovens. 
Brandlmayr lebt in Wien und Berlin.

## Auszeichnungen
- 2018: Karl-Sczuka-Preis für Vive les fantômes
- 2023: Karl-Sczuka-Preis für Interstitial Spaces

## Wichtige Projekte
- Radian Trio mit Stefan Nemeth und John Normann
- Trapist Trio mit Martin Siewert und Joe Williamson
- Kapital Band 1 Duo mit Nicholas Bussmann
- Otomo Yoshihide Quartet Quartett mit Otomo Yoshihide, Sachiko M. und Axel Dörner

## Diskographie
- Highway My Friend, Trapist, 2002
- rec.extern, Radian, 2002
- Instabilität der Symmetrie, Brandlmayr, Werner Dafeldecker, Martin Siewert, Stefan Németh, 2003
- Too Beautiful to Burn, Brandlmayr, Siewert, 2003
- Ballroom, Trapist, 2004
- Juxtaposition, Radian, 2004